# Festival de Cine Latinoamericano de Biarritz
El Festival de Cine Latinoamericano de Biarritz (en francés: Festival Biarritz Amérique Latine) es un festival de cine internacional celebrado anualmente en la ciudad francesa de Biarritz desde 1979, con el fin de promover el cine y la cultura latinas entre la población francesa y ofrecer oportunidades de distribución y coproducción a los realizadores latinoamericanos.

## Descripción
El Festival de Cine Latinoamericano de Biarritz exhibe largometrajes, cortometrajes y documentales. Además de las películas en competencia cada año, el festival presenta homenajes y retrospectivas en torno a diferentes temas. También pretende descubrir la cultura latinoamericana con encuentros literarios, exposiciones de fotografías y conferencias académicas.

## Premios entregados
En el festival se entregan, entre otros, los siguientes premios:
- Premio HUG a mejor película
- Premio del jurado a la mejor película
- Mejor actriz
- Mejor actor
- Premio de la Unión Francesa de Críticos Cinematográficos
- Premio HUG al mejor documental
- Premio HUG al mejor cortometraje
- Makhila d'Or